# يوم شعب جبلة
يَوْمُ شِعْبِ جَبَلَةَ، قِيلَ: إنَّها حدثَتْ عامَ الفِيل، عامَ مولدِ النبي، أيْ: قبلَ الإسلام بأربعينَ سنةً وقيل:هي قبلَ مولدِه بسبعةَ عَشَرَ عامًا، وهي بين تميم ومن معها من الحلفاء وبني عامر . وكان من عظام أيام العرب، وكان عظام أيام العرب ثلاثة: يوم كِلَاب ربيعة، ويوم جَبَلَة، ويوم ذي قار. وجَبَلَةُ هَضْبَةٌ حمراءُ بين الشريف والشرف، والشريف ماء لبني نُمَير. والشرف ماء لبني كلاب، وجبلة جبل عظيم له شعب عظيم واسع لا يؤتى الجبل إلا من قبل الشعب والشعب متقارب المدخل وداخله متسع .
تحزب مع تميم قبائل بنو مرة وفزارة ذبيان وبني أسد وقبيلة هذيل وقبيلة كندة وقبيلة طيء. ضد بني عامر  وعبس كانت عبس قد لجأت الى بني عامر عندما ضعفت بعد حربهم المشهورة داحس والغبراء مع بنو ذبيان فأجارهم الأحوص بن جعفر الذين تحصنوا في شعب جبلة. وقد كانت هذه الفكرة هي الملجأ لهم حينما ضاقت الأرض عليهم بما رحبت. وأيقنوا أن لا طاقة لهم بمواجهة القوم المتحزبين وكان الأحوص بن جعفر  هو زعيمهم وقائدهم وقائد قبائل عدنان في معركة خزاز فأشار عليهم غلام من بني عامر بأن يأخذوا النساء والذراري والمتاع والأنعام ويتحصنوا بها في شعب جبله. وأمر بالإبل أن تعطش وتعقل وتقيد بالحجارة الكبيرة. وأن تكون الإبل في مقدمة الشعب ويستتر خلفها الرماة والمقاتلون. وأمرهم إذا غشاهم القوم أن يطلقوا قيود الإبل ثم ينخسوها بالعصي والرماح لتنطلق في اتجاه القوم المتحزبين الذين يقفون في طريقها إلى الماء فتدكهم الجمال والحجارة ثم يأتي دور المقاتلين من خلفهم فيرمونهم بالسهام والنبل والحجارة ويتعقبون فلولهم المذعورة بالسيوف. فطبقت الخطة وحدثت مذبحة عظيمة للمتحزبين بزعامة ذبيان. فدكتهم الإبل والحجارة وأجهز عليهم المقاتلون من بني عامر وعبس. حتى أنها كانت كفيلة بنهاية حرب ضروس بينهما ولم تقم القائمة لذبيان بعدها على عبس.

## البداية

### لجوء عبس لبني عامر
لما نشبت العداوة بين عبس وذبيان ابني غطفان في حرب داحس والغبراء، خرج بنو عبس من ديارهم، وعلى رأسهم الربيع بن زياد العبسي وأخوه عامر، وقيس بن زهير بن جذيمة؛ وفيما هم سائرون قال لهم الربيع بن زياد العبسي: أما والله لأرمين العرب بحَجَرِها اقصدوا بني عامر، فخرج حتى نزل مضيقا من وادي بني عامر ثم قال امكثوا. فخرج ربيع وعامر ابنا زياد والحارث بن خليف حتى نزلوا على ربيعة بن شكل بن كعب بن الحريش وكان العقد من بني عامر إلى بني كعب بن ربيعة وكانت الرياسة في بني كلاب بن ربيعة. فقال ربيعة بن شكل يا بني عبس شأنكم جليل وذحلكم الذي يطلب منكم عظيم وأنا أعلم والله أن هذه الحرب أعز حرب حاربتها العرب قط، ولا والله ما بد من بني كلاب فأمهلوني حتى أستطلع طلع قومي. فخرج في قوم من بني كعب حتى جاؤوا بني كلاب فلقيهم عوف بن الأحوص، فأخبروه في أمر بني عبس، فقال: يا قوم أطيعوني في هذا الطرف من غطفان فاقتلوهم واغنموهم لا تفلح غطفان بعده أبدا. ووالله إن تزيدون على أن تسمنوهم وتمنعوهم ثم يصيروا لقومكم أعداء.
 فأبوا عليه وانقلبوا حتى نزلوا على الأحوص بن جعفر فذكروا له من أمرهم. فقال لربيعة بن شكل: أظللتهم ظلك وأطعمتهم طعامك؟
 قال: نعم،
 قال: قد والله أجرت القوم. فأنزلوا القوم وسطهم بحبوحة دارهم، وفي رواية أخرى عن بشر بن عبد الله بن حيان الكلابي أن عبسا لما حاربت قومها أتوا بني عامر وأرادوا عبد الله بن جعدة وابن الحريش ليصيروا حلفاءهم دون كلاب فأتى قيس بن زهير وأقبل نحو بني جعفر هو والربيع بن زياد حتى انتهيا إلى الأحوص جالسا قدام بيته، فقال قيس للربيع: إنه لا حلف ولا ثقة دون أن أنتهي إلى هذا الشيخ، فتقدم إليه قيس فأخذ بمجامع ثوبه من وراء فقال: هذا مقام العائذ بك قتلتم أبي فما أخذت له عقلا ولا قتلت به أحدا وقد أتيتك لتجيرنا.

فقال الأحوص: نعم أنا لك جار مما أجير منه نفسي، وعوف بن الأحوص عن ذلك غائب. فلما سمع عوف بذلك أتى الأحوص وعنده بنو جعفر فقال: يا معشر بني جعفر أطيعوني اليوم وأعصوني أبدا الدهر وما كنت والله فيكم معصيا إنهم والله لو لقوا بني ذبيان لولوكم أطراف الأسنة إذا نكهوا في أفواههم بكلام فابدؤوا بهم فاقتلوهم واجعلوهم مثل البرغوث دماغه في دمه. فأبوا عليه وحالفوهم. فقال: والله لا أدخل في هذا الحلف.

### تأليب تميم على بني عامر
جمع لقيط بن زرارة لبني عامر وألب عليهم ثأرا لأخيه معبد الذي مات بالأسر عند بني عامر بعد هزيمتهم في وقعة رحرحان. وكان بين يوم رحرحان ويوم جبلة سنة كاملة. فبينما هو يتجهز أتاه الخبر بإجارة بني عامر لبني عبس فلم يطمع في القوم وأرسل إلى كل من كان بيته وبين عبس ذحل يسأله الحلف والتظافر على غزو عبس وعامر. فاستعدى لقيط بني ذبيان لعداوتهم لبني عبس بسبب حرب داحس فأجابته غطفان كلها غير بني بدر. وتجمعت لهم تميم كلها وخرجت معه بنو أَسد لحلف كان بينهم وبين غطفان، وأتى لقيط الجون الكلبي وهو ملك هجر وكان يجبى من بها من العرب فقال له: هل لك في قوم غارِين قد ملئوا الأرض نعما وشاء فترسل معي ابنيك فما أَصبنا من مال وسبى فلهما وما أصبنا من دم فلي؟ فأجابه الجون إلى ذلك وجعل له موعدا رأس الحول. ثم أتى لقيط النعمان بن المنذر فاسنتجده وأطعمه في الغنائم فأجابه. وكان لقيط وجيها عند الملوك. فلما كان على قرن الحول من يوم رحرحان انهلت الجيوش إلى لقيط وأقبل سنان بن أبي حارثة المري في غطفان وهو والد هرم بن سنان الجواد وجاءت بنو أسد وذبيان وعليهم حصن بن حذيفة، وأرسل الجون ابنيه معاوية وعمرا وأرسل النعمان أخاه لأمه حسان ابن وبرة الكلبي، وأقبل شرحبيل بن أخضر بن الجون بن آكل المرار في جمع من بني كندة.

## التوجه نحو بني عامر
عندما استكثرت القبائل واستوثقت عند لقيط، عقد معاوية بن الجون الألوية فكان بنو أسد وبنو فزارة بلواء مع معاوية بن الجون وعقد لعمرو بن تميم مع حاجب بن زرارة وعقد للرباب مع حسان بن همام وعقد لجماعة من بطون تميم مع عمرو ابن عدس وعقد لحنظلة بأسرها مع لقيط بن زرارة وكان مع لقيط ابنته دخنتوس وكان يغزو بها معه ويرجع إلى رأيها.

توجه رؤساء بني تميم وهم حاجب بن زرارة ولقيط بن زرارة وعمرو بن عمرو وعتيبة بن الحارث بن شهاب وتبعهم غثاء من غثاء الناس يريدون الغنيمة فجمعوا جمعا لم يكن في الجاهلية قط مثله أكثر كثرة فلم تشك العرب في هلاك بني عامر. فجاؤوا حتى مروا ببني سعد بن زيد مناة فقالوا لهم: سيروا معنا إلى بني عامر، فقالت لهم بنو سعد: ما كنا لنسير معكم ونحن نزعم أن عامر بن صعصعة هو ابن سعد بن زيد مناة، فقالوا أما إذ أبيتم أن تسيروا معنا فاكتموا علينا. فقالوا أما هذا فنعم.

### إنذار كرب بن صفوان
في حكاية لإبن الأثير في كتابه الكامل:
لقي لقيط في طريقه كرب بن صفوان بن الحباب السعدي وكان شريفًا فقال: ما منعك أن تسير معنا في غزاتنا قال: أنا مشغول في طلب إبل لي. قال: لا بل تريد أن تنذر بنا القوم ولا أتركك حتى تحلف أنك لا تخبرهم فحلف له ثم سار عنه وهو مغضب.
فلما دنا من عامر أخذ خرقة فصر فيها حنظلةً وشوكًا وترابًا وخرقتين يمانيتين وخرقة حمراء وعشرة أحجار سود ثم رمى بها حيث يسقون ولم يتكلم. فأخذها معاوية بن قشير فأتى بها الأحوص بن جعفر وأخبره أن رجلا ألقاها وهم يسقون.
فقال الأحوص لقيس بن زهير العبسي: ما ترى في هذا الأمر قال: هذا من صنع الله لنا هذا رجل قد أخذ عليه عهد على أن لا يكلمكم فأخبركم أن أعداءكم قد غزوكم عدد التراب وأن شوكتهم شديدة وأما الحنظلة فهي رؤساء القوم وأما الخرقتان اليمانيتان فهما حيان من اليمن معهم وأما الخرقة الحمراء فهي حاجب بن زرارة وأما الأحجار فهي عشر ليال يأتيكم القوم إليها قد أنذرتكم فكونوا أحرارًا فاصبروا كما يصبر الأحرار الكرام.
أما كتاب الأغاني للأصفهاني فقد ورد كالتالي:
أقبلت تميم وأسد وذبيان ولفهم نحو جبلة فلقوا كرب بن صفوان بن شجنة بن عطارد بن عوف بن كعب بن سعد بن زيد مناة فقالوا له: أين تذهب أتريد أن تنذر بنا بني عامر قال: لا. قالوا: فأعطنا عهدا وموثقا ألا تفعل فأعطاهم فخلوا سبيله. فمضى مسرعا على فرس له عُرْيٍ حتى إذا نظر إلى مجلس بني عامر وفيهم الأحوص نزل تحت شجرة حيث يرونه، فأرسلوا إليه يدعونه قال: لست فاعلا ولكن إذا رحلت فأتوا منزلي فإن الخبر فيه.

فلما جاؤوا منزله إذا فيه تراب في صرة وشوك قد كسر رؤوسه وفرق جهته وإذا حنظلة موضوعة وإذا وطب معلق فيه لبن. فقال الأحوص: هذا رجل قد أخذ عليه المواثيق ألا يتكلم وهو يخبركم أن القوم مثل التراب كثرة وأن شوكتهم كليلة وهم متفرقون وجاءتكم بنو حنظلة انظروا ما في الوطب فاصطبوه فإذا فيه لبن حزر قارص فقال: القوم منك على قدر حلاب اللبن إلى أن يحزر. وعاد كرب بن صفوان فلقي لقيطًا فقال له: أنذرت القوم فأعاد الحلف له أنه لم يكلم أحدًا منهم فخلى عنه. فقالت دخنتوس بنت لقيط لأبيها: ردني إلى أهلي ولا تعرضني لعبس وعامر فقد أنذرهم لا محالة. فاستحمقها وساءه كلامها وردها.

## ما قبل المعركة
عندما سمعت بنو عامر بمسير لقيط بالجيوش إليهم، اجتمعوا إلى الأحوص بن جعفر وهو يومئذ شيخ كبير قد وقع حاجباه على عينيه وقد ترك الغزو غير أنه يدبر أمر الناس وكان مجربا حازما ميمون النقيبة فأخبروه الخبر.
فقال لهم الأحوص: قد كبرت فما أستطيع أن أجيء بالحزم وقد ذهب الرأي مني ولكني إذا سمعت عرفت فأجمعوا آراءكم ثم بيتوا ليلتكم هذه ثم اغدوا علي فاعرضوا علي آراءكم ففعلوا. 
فلما أصبحوا غدوا عليه فوضعت له عباءة بفنائه فجلس عليها ورفع حاجبيه عن عينيه بعصابة ثم قال: هاتوا ما عندكم!
فقال قيس بن زهير العبسي: بات في كنانتي الليلة مائة رأي.

فقال له الأحوص: يكفينا منها رأي واحد حازم صليب مصيب هات فانثر كنانتك.

فجعل يعرض كل رأي رآه حتى أنفد.
فقال له الأحوص: ما أرى بات في كنانتك الليلة رأي واحد.
وعرض الناس آراءهم حتى أنفدوا
فقال: ما أسمع شيئا وقد صرتم إلي احملوا أثقالكم وضعفاءكم ففعلوا.
ثم قال: احملوا ظعنكم فحملوها ثم قال: اركبوا فركبوا وجعلوه في محفة وقال: انطلقوا حتى تعلوا في اليمين فإن أدرككم أحد كررتم عليه وإن أعجزتموهم مضيتم.
فسار الناس حتى أتوا وادي بحار ضحوة فإذا الناس يرجع بعضهم على بعض، فقال الأحوص: ما هذا قيل هذا عمرو بن عبد الله بن جعدة في فتيان من بني عامر يعقرون بمن أجاز بهم ويقطعون بالنساء حواياهن، فقال الأحوص: قدموني فقدموه حتى وقف عليهم فقال: ما هذا الذي تصنعون قال عمرو: أردت أن تفضحنا وتخرجنا هاربين من بلادنا ونحن أعز العرب وأكثرهم عددا وجلدا وأحدهم شوكة تريد أن تجعلنا موالي في العرب إذ خرجت بنا هاربا؟
قال: فكيف أفعل وقد جاءنا ما لا طاقة لنا به فما الرأي؟
قال: نرجع إلى شعب جبلة فنحرز النساء والضعفة والذراري والأموال في رأسه ونكون في وسطه ففيه ثمل أي خصب وماء، فإن أقام من جاءك أسفل أقاموا على غير ماء ولا مقام لهم وإن صعدوا عليك قاتلتهم من فوق رؤوسهم بالحجارة فكنت في حرز وكانوا في غير حرز وكنت على قتالهم أقوى منهم على قتالك. 
قال هذا والله الرأي فأين كان هذا عنك حين استشرت الناس قال إنما جاءني الآن.
قال الأحوص للناس: ارجعوا فرجعوا.
وفي رواية أخرى بأن الأحوص قال لقيس بن زهير العبسي: فإنا فاعلون وآخذون برأيك فإنك تزعم أنه لم يعرض لك أمران إلا وجدت في أحدهما الفرج، فما ترى؟ قال: فإذا قد رجعتم إلى رأيي فأدخلوا نعمكم شعب جبلة ثم اظمئوها هذه الأيام ولا توردوها الماء فإذا جاء القوم فإنهم داخلون عليك الشعب وإن لقيطا رجل فيه طيش فسيقتحم عليك الجبل، فإذا دخلوا علينا الشعب حلت الرجالة عقل الإبل ثم لزِمت أذنابها فإنها تنحدر عليهم وتحن إلى مرعاها ووردها ولا يرد وجوهها شيء وتخرج الفرسان في إثر الرجالة الذين خلف الإبل فإنها تحطم ما لقيت وتقبل عليهم الخيل وقد حطموا من عل. قال الأحوص: نِعم ما رأيت فأخذ برأيه، ففعلوا ما أشار به.

## الحرب
وأقبل لقيط والملوك ومن معهم فوجدوا بني عامر قد دخلوا شعبا من الجبل يقال له مسلح وقد حصنوا النساء والذراري والأموال في رأس الجبل ومنعوا الإبل عن الماء، فنزلوا على فم الشعب. فقال لهم رجل من بني أسد: خذوا عليهم فم الشعب حتى يعطشوا ويخرجوا فوالله ليتساقطن عليكم تساقط البعر من أست البعير.
فقال الناس للقيط: ما ترى فقال: أرى أن تصعدوا إليهم، فقال شأس بن أبي ليلى: لا تدخلوا على بني عامر فإني أعلم الناس بهم قد قاتلتهم وقاتلوني وهزمتهم وهزموني فما رأيت قوما قط أقلق بمنزل من بني عامر والله ما وجدت لهم مثلا إلا الشجاع فإنه لا يقر في جحره قلقا وسيخرجون إليكم، والله لئن بتم هذه الليلة لا تشعرون بهم إلا وهم منحدرون عليكم. فقال لقيط: والله لندخلن عليهم. فأتوهم وقد أخذوا حذرهم. فدخلوا الشعب عليهمِ وقد عقلوا الإبل وعطشوها ثلاثة أخماس وذلك اثنتا عشرة ليلة ولم تطعم شيئا. وجعل الأحوص أبنه شريحا على تعبئة الناس، فأقبل لقيط وأصحابه مجترئين فصعدوا إلى الجبل حتى ذرت الشمس. فقالت بنو عامر للأحوص قد أتوك، فقال: دعوهم. حتى إذا نصفوا الجبل وانتشروا فيه، فقال الأحوص: الآن حلوا عقل الإبل فاحدروها واتبعوا آثارها، وليتبع كل رجل منكم بعيره حجرين أو ثلاثة ففعلوا، ثم صاحوا بها فأقبلت تهوي. فسمع القوم دويها في الشعب فظنوا أن الشعب قد هدم عليهم والرجالة في إثرها آخذين بأذنابها فلم يفجأ الناس إلا الإبل تريد الماء والمرعى وجعلوا يرمونهم بالحجارة والنبل وأقبلت الإبل تحطم كل شيء مرت به وجعل البعير يدهدي بيديه كذا وكذا حجرا. فخبطت تميما ومن معها وقطعتهم وكانوا في الشعب وأبرزتهم إلى الصحراء على غير تعبية. فانحط الناس منهزمين من الجبل حتى السهل، فلما بلغ الناس السهل لم يكن لأحد منهم همة إلا أن يذهب على وجهه. وحملت عيهم عبس وعامر فاقتتلوا قتالا شديدا وكثرت القتلى في تميم وكان أول من قتل من رؤسائهم عمرو بن الجون وأسر معاوية بن الجون وعمرو بن أبي عمرو بن عدس زوج دخنتوس بنت لقيط وأسر حاجب بن زرارة وانحاز لقيط بن زرارة فدعا قومه وقد تفرقوا عنه فاجتمع إليه نفر يسير فتحرز برايته فوق جرف ثم حمل فقتل فيهم ورجع وصاح: أنا لقيط وحمل ثانيةً فقتل وجرح وعاد فكثر جمعه فانحط الجرف بفرسه وحمل عليه عنترة فطعنه طعنة قصم بها صلبه وضربه قيس بالسيف فألقاه متشحطا في دمه فذكر ابنته دخنتوس فقال: 

| يا ليت شعري عنك دخنتوس |  | إذا أتاها الخبر المرموس |
| أتحلق القرون أم تميس   |  | لا بل تمس إنّها عروس.    |

ثم مات وتمت الهزيمة على تميم وغطفان ثم فدوا حاجبًا بخمسمائة من الإبل وفدوا عمرو بن أبي عمرو بمائتين من الإبل وعاد من سلم إلى أهله.

## يوم جبلة والشعراء
- يقول معقل بن عامر الأسدي:

| نحن بني مُجمع بن موثلة |  | نحن حماةُ الناس يوم جبلة |
| بكل عضب صارم ومعلمه   |  | وهيكل نهدٍ معاً وهيكله    |

- يقول رجل من بني عامر:

| لم أرَ مثل يوم جبلة   |  | يوم أتتنا أسدٌ وحنظلة |
| وغطفان والملوك أزفله |  | نضربهم بقضب منتحله   |

## انظر ايضاً
- يوم طخفة